# Montherlant (Oise)
Pour les articles homonymes, voir Montherlant.
Montherlant est une ancienne commune française située dans le département de l'Oise en région Hauts-de-France.
La commune a fusionné le 1er janvier 2015 au sein de celle de Saint-Crépin-Ibouvillers, dont elle est désormais une commune déléguée.

## Géographie
L'ancienne commune est limitrophe de Pouilly, Ressons-l'Abbaye, Saint-Crépin-Ibouvillers, Valdampierre.
Le ru de Pouilly y prend sa source.

## Histoire
En 1826, Pouilly fut rattaché à Montherlant, qui fut alors dénommé Montherlant-Pouilly. Les deux communes se séparèrent par ordonnance royale de 1832.
Au 1er janvier 2015, elle fusionne avec la commune de Saint-Crépin-Ibouvillers dont elle est devenue une commune déléguée.

## Politique et administration

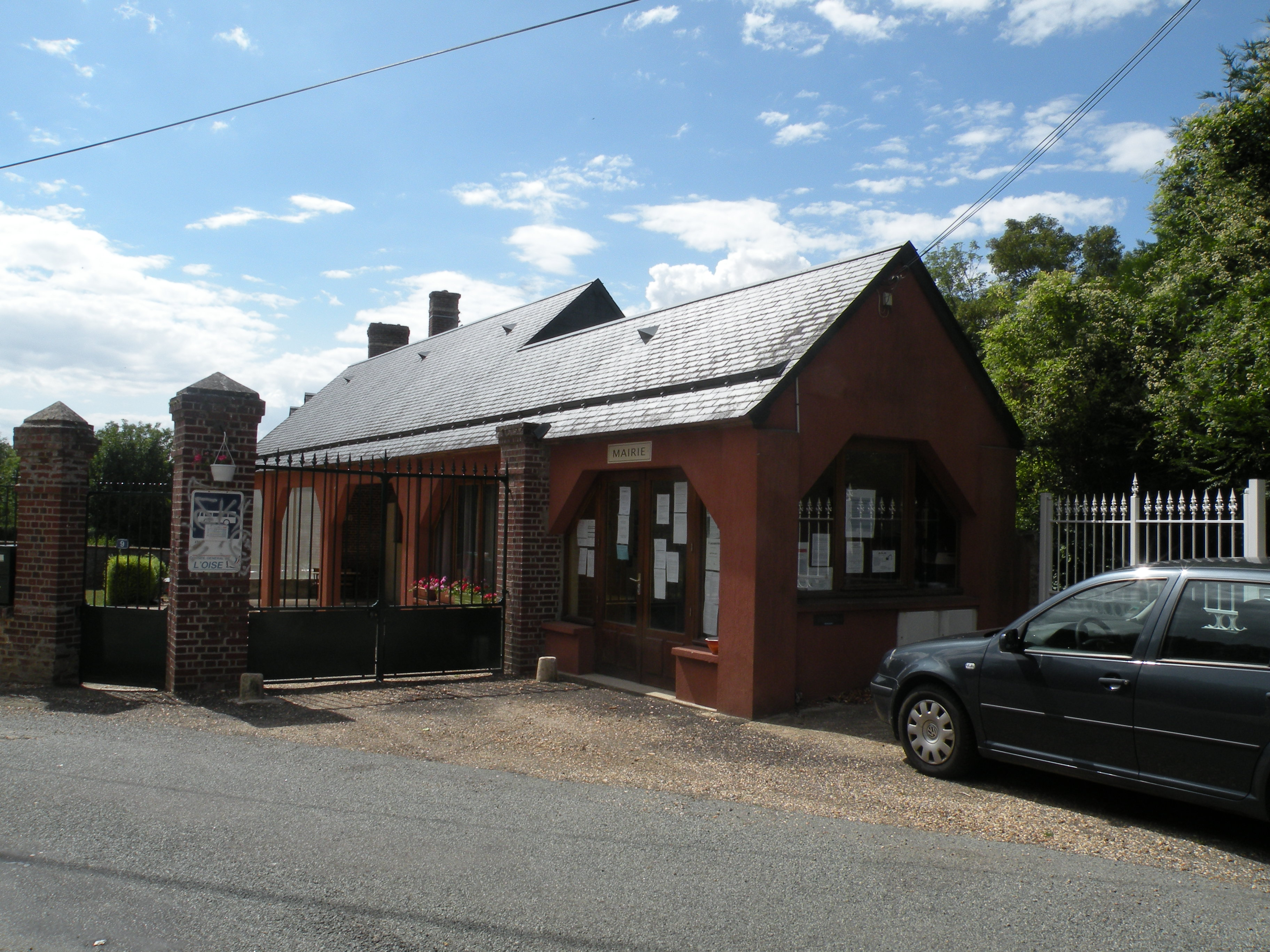
L'ancienne mairie.

### Liste des maires
| Période                                  | Période          | Identité           | Étiquette | Qualité                |
| ---------------------------------------- | ---------------- | ------------------ | --------- | ---------------------- |
| Les données manquantes sont à compléter. |                  |                    |           |                        |
| 1983                                     | 2008             | Marie-Noëlle Omont |           |                        |
| 2008                                     | 2014             | Laurent Montagne   |           | responsable d'agence   |
| 2014                                     | 31 décembre 2014 | Mme Claude Barbey  |           | Cadre du secteur privé |

| Période        | Période                      | Identité          | Étiquette | Qualité                |
| -------------- | ---------------------------- | ----------------- | --------- | ---------------------- |
| 7 janvier 2015 | En cours (au 7 janvier 2015) | Mme Claude Barbey |           | Cadre du secteur privé |

## Population et société

### Démographie
Évolution démographique
L'évolution du nombre d'habitants est connue à travers les recensements de la population effectués dans la commune depuis 1793. À partir du 1er janvier 2009, les populations légales des communes sont publiées annuellement dans le cadre d'un recensement qui repose désormais sur une collecte d'information annuelle, concernant successivement tous les territoires communaux au cours d'une période de cinq ans. 
Pour les communes de moins de 10 000 habitants, une enquête de recensement portant sur toute la population est réalisée tous les cinq ans, les populations légales des années intermédiaires étant quant à elles estimées par interpolation ou extrapolation. Pour la commune, le premier recensement exhaustif entrant dans le cadre du nouveau dispositif a été réalisé en 2006,.
En 2014, la commune comptait 155 habitants, en évolution de +20,16 % par rapport à 2009 (Oise : +2,14 %, France hors Mayotte : +2,49 %).
| 1793 | 1800 | 1806 | 1821 | 1831 | 1836 | 1841 | 1846 | 1851 |
| ---- | ---- | ---- | ---- | ---- | ---- | ---- | ---- | ---- |
| 142  | 153  | 171  | 173  | 337  | 191  | 168  | 188  | 190  |

| 1856 | 1861 | 1866 | 1872 | 1876 | 1881 | 1886 | 1891 | 1896 |
| ---- | ---- | ---- | ---- | ---- | ---- | ---- | ---- | ---- |
| 201  | 186  | 188  | 172  | 162  | 198  | 174  | 225  | 228  |

| 1901 | 1906 | 1911 | 1921 | 1926 | 1931 | 1936 | 1946 | 1954 |
| ---- | ---- | ---- | ---- | ---- | ---- | ---- | ---- | ---- |
| 214  | 199  | 230  | 168  | 174  | 157  | 136  | 121  | 120  |

| 1962 | 1968 | 1975 | 1982 | 1990 | 1999 | 2006 | 2011 | 2014 |
| ---- | ---- | ---- | ---- | ---- | ---- | ---- | ---- | ---- |
| 113  | 94   | 71   | 69   | 89   | 114  | 120  | 147  | 155  |

Pyramide des âges en 2007
La population de la commune est relativement jeune. Le taux de personnes d'un âge supérieur à 60 ans (7,5 %) est en effet inférieur au taux national (21,6 %) et au taux départemental (17,5 %).
Contrairement aux répartitions nationale et départementale, la population masculine de la commune est supérieure à la population féminine (52,5 % contre 48,4 % au niveau national et 49,3 % au niveau départemental).
La répartition de la population de la commune par tranches d'âge est, en 2007, la suivante :
- 52,5 % d’hommes (0 à 14 ans = 22,2 %, 15 à 29 ans = 17,5 %, 30 à 44 ans = 30,2 %, 45 à 59 ans = 23,8 %, plus de 60 ans = 6,4 %) ;
- 47,5 % de femmes (0 à 14 ans = 15,8 %, 15 à 29 ans = 15,8 %, 30 à 44 ans = 24,6 %, 45 à 59 ans = 35,1 %, plus de 60 ans = 8,8 %).

| Hommes | Classe d’âge | Femmes |
| ------ | ------------ | ------ |
| 0,0    | 90 ans ou +  | 0,0    |
| 1,6    | 75 à 89 ans  | 0,0    |
| 4,8    | 60 à 74 ans  | 8,8    |
| 23,8   | 45 à 59 ans  | 35,1   |
| 30,2   | 30 à 44 ans  | 24,6   |
| 17,5   | 15 à 29 ans  | 15,8   |
| 22,2   | 0 à 14 ans   | 15,8   |

| Hommes | Classe d’âge | Femmes |
| ------ | ------------ | ------ |
| 0,2    | 90 ans ou +  | 0,8    |
| 4,5    | 75 à 89 ans  | 7,1    |
| 11,0   | 60 à 74 ans  | 11,5   |
| 21,1   | 45 à 59 ans  | 20,7   |
| 22,0   | 30 à 44 ans  | 21,6   |
| 20,0   | 15 à 29 ans  | 18,5   |
| 21,3   | 0 à 14 ans   | 19,9   |

### Enseignement
L'école publique de la commune, construite vers 1835 sur un terrain cédé par le châtelin local, a fermé en 2009 et les élèves sont depuis scolarisés à Saint-Crépin-Ibouvillers
En septembre 2017, ouverture par Sylvie d'Esclaibes d'une école Montessori Athéna à Montherlant, dans les locaux de l'ancienne mairie-école.
Cette école privée hors contrat complète l'offre scolaire de ce mouvement pédagogique, déjà implanté dans l'Oise à Margny-lès-Compiègne, Chantilly, et Senlis,.

## Culture locale et patrimoine

### Lieux et monuments
- Église de l'Assomption, nef du XIIe, chœur du XVe siècle et porche du XVIIIe siècle, classée monument historique en 1970.
- Château de Montherlant, datant du XVIIe siècle ayant appartenu aux ancêtres de l'écrivain Henry de Montherlant. Monument historique depuis 2003.
- Château de Pontavesne dont il ne reste que quelques ruines. « site privé »
- Cimetière où sont inhumés les parents de Henry de Montherlant.

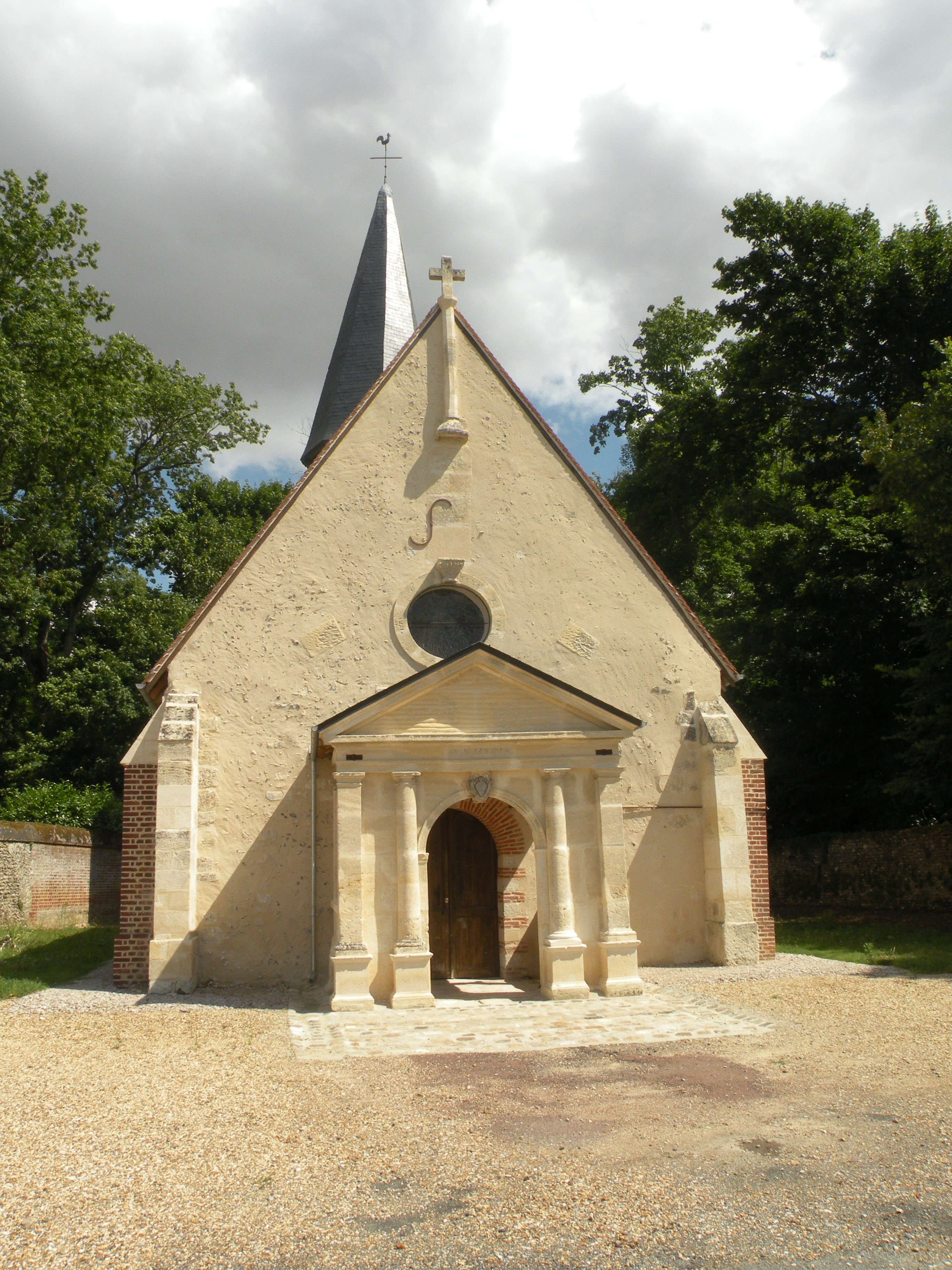
L'église de Montherlant
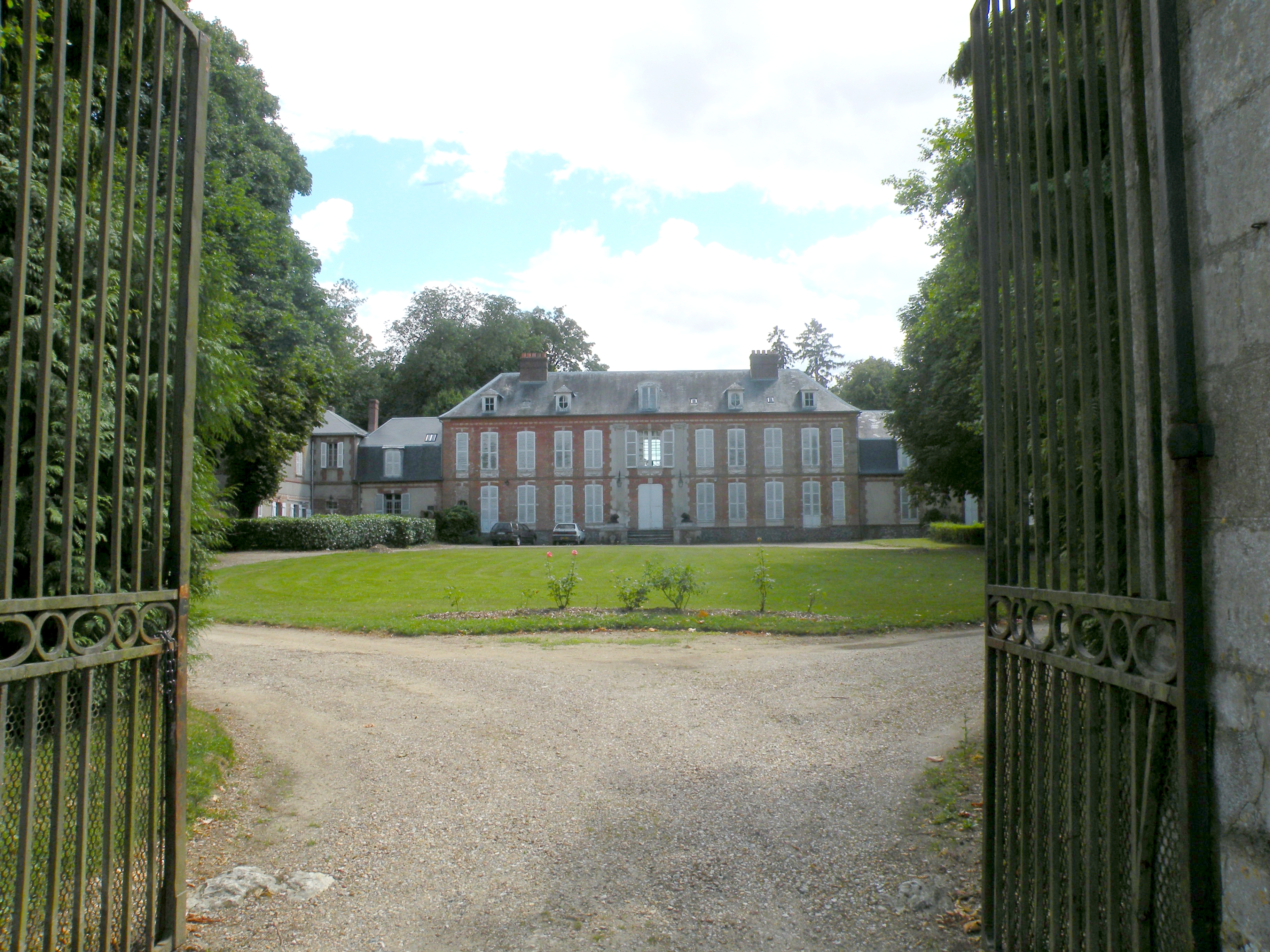
Le château de Montherlant
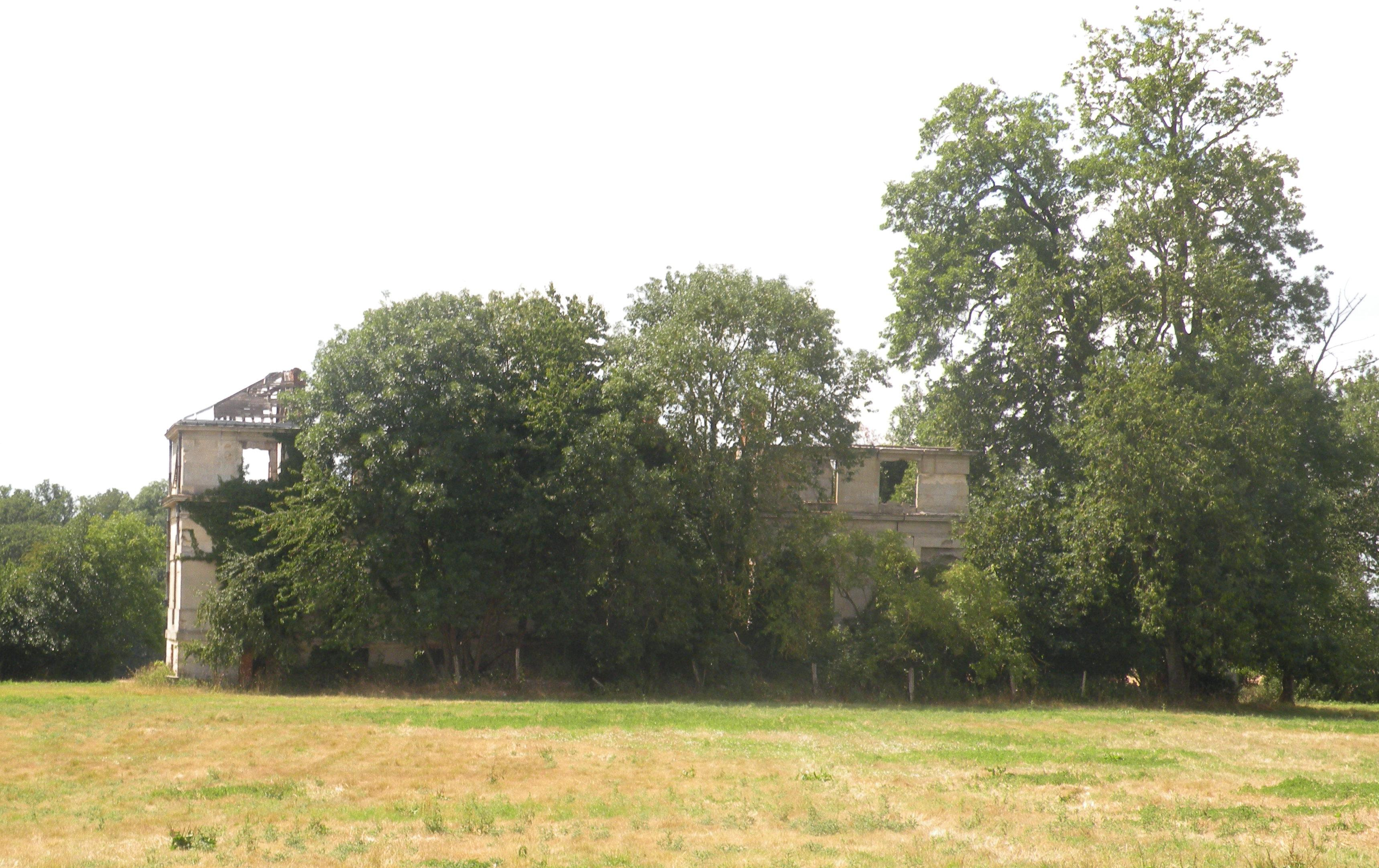
Le château de Pontavesne

### Personnalités liées à la commune
- François Millon de Montherlant, avocat syndic de Beauvais, député du Tiers état aux États généraux de 1789. Guillotiné en 1794 (ancêtre de Henry).
- Henry de Montherlant[pourquoi ?] (1895-1972), écrivain français - romancier, dramaturge, essayiste - membre de l'Académie française.
- Jean Charles Lambert, né à Montherlant en 1768, recensé dans les vainqueurs de la prise de la Bastille en 1789[réf. nécessaire]
- Pierre Louis Lambert ,né à Montherlant en 1773, capitaine des armées napoléoniennes, maire de Montherlant en 1843[réf. nécessaire]
- Augustin Leroux, capitaine des armées napoléoniennes, enterré à Montherlant en 1826[réf. nécessaire]
- Le baron Urbain Bréant qui fit construire le château de Pontavesne vers 1820[réf. nécessaire]
- Gustave Lebaudy qui rachète le château de Pontavesne en 1865[réf. nécessaire]